# 1908年ロンドンオリンピックのハンガリー選手団
1908年ロンドンオリンピックのハンガリー選手団（1908ねんロンドンオリンピックのハンガリーせんしゅだん）は、1908年4月27日から10月31日にかけてイギリスの首都ロンドンで開催された1908年ロンドンオリンピックのハンガリー選手団、およびその競技結果。

## 概要
今大会は金メダル3個、銀メダル4個、銅メダル2個の合計9個のメダルを獲得した。

## メダル
| メダル | 選手名                                                              | 競技 | 種目                    |
| ------ | ------------------------------------------------------------------- | ---- | ----------------------- |
| 銀     | イシュトヴァン・ソモディ                                            | 陸上 | 男子走高跳              |
| 銅     | シモン・パール フリジェシュ・メセイ ヨージェフ・ナジ ボドル・エデン | 陸上 | 男子1600mメドレーリレー |